# Brauereiturm (Darmstadt)
Der Brauereiturm ist ein Bauwerk in Darmstadt. 

## Geschichte und Beschreibung
Der Brauereiturm wurde als „Brauturm“ um das Jahr 1903 erbaut.
Der viergeschossige, turmartige Industriebau wurde im Stil der späten Gründerzeit errichtet.
Typische Details sind:
- handwerklich aufwendige, zweifarbige Backsteinfassade
- betonte vertikale Gliederung durch rote Lisenen
- die Fassade ist in der waagerechten durch differenzierte Gesimsausbildung gefasst
- das Gebäude besitzt oben eine abschließende Zinnenbrüstung

Der Brauereiturm ist das einzige erhaltene oberirdische Bauwerk des ehemals bedeutenden Brauereigewerbes auf der Nordseite der Mathildenhöhe.

## Denkmalschutz
Heute dient der am Spessartring gelegene Brauereiturm Wohnzwecken.
Aus architektonischen, industriegeschichtlichen und stadtgeschichtlichen Gründen gilt das Bauwerk als Kulturdenkmal.